# أولاد جرير

أولاد جرير هي قبيلة عربية صغيرة في منطقة بشار في جنوب غرب الجزائر. أدى تحالفهم الوثيق مع جيرانهم ذوي منيع جعلهم يعتبرون «الخمس السادس» من هذه القبيلة. يستند اقتصاد القبيلة تقليديا على تربية الإبل مع بعض الزراعة.

## تاريخ

#### النسب
جرير بن علوان ابن محمد بن لقمان  بن خليفة بن لطيف بن سرح بن مشرف بن أثبج بن أبي ربيعة بن نهيك بن هلال بن عامر بن صعصعة بن هوازن بن قيس بن عيلان الناس بن مضر بن نزار بن معد بن عدنان

## طالع ايضا
- بنو هلال
- الدولة الفاطمية

## وصلة خارجية
- قبيلة اولاد جرير